# 何三畏
何三畏（？—？），字士抑，号绳武，南直隸华亭人，明代学者、官员。

## 生平
何之龙之子。早年为诸生，徐階曾勸其北遊。萬曆十年（1582年）壬午舉人，授紹興推官，因得罪权贵，飽受流言蜚语。以母喪歸里，遂不復出。晚年專心著述。得年七十五。

## 著作
著有《雲間志略》、《何氏居廬集》十五卷、《何氏芝园集》二十五卷、《咏物诗》六卷、《何士抑宛委斋集》八卷等。